# Compsaditha indica
Compsaditha indica är en spindeldjursart som beskrevs av E.N. Murthy 1960. Compsaditha indica ingår i släktet Compsaditha och familjen Tridenchthoniidae. Inga underarter finns listade i Catalogue of Life.